# Kirchdornberg

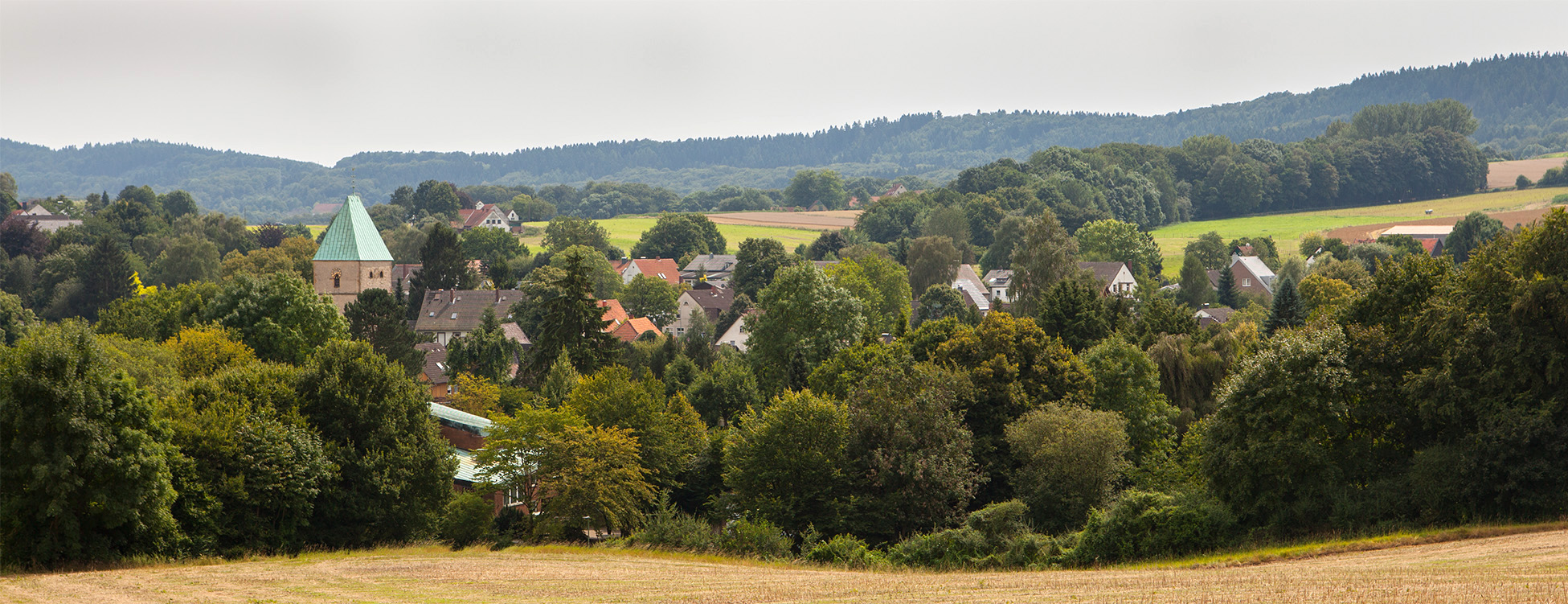
Kirchdornberg (Ansicht von Westen)

Kirchdornberg ist ein Stadtteil der Stadt Bielefeld in Nordrhein-Westfalen und gehört zum Stadtbezirk Dornberg. Bis zur kommunalen Gebietsreform 1973 war Kirchdornberg eine Gemeinde im Amt Dornberg des Landkreises Bielefeld.

## Geografie
Das Gebiet der früheren Gemeinde Kirchdornberg ist innerhalb der Stadt Bielefeld nicht mehr verwaltungstechnisch abgegrenzt, wird aber informell als Bielefelder Ortsteil angesehen. Es gehört heute zu dem statistischen Bezirk 41 Großdornberg/Kirchdornberg.
Kirchdornberg liegt im Westen von Bielefeld im Teutoburger Wald und grenzt an die Ortsteile Hoberge-Uerentrup und Großdornberg aus dem Stadtbezirk Dornberg. Außerdem grenzt Kirchdornberg an die Stadt Werther und die Gemeinde Steinhagen aus dem Kreis Gütersloh. Die höchste Erhebung in Kirchdornberg ist der Petersberg mit 266 m.

## Geschichte
Im Mittelalter war Kirchdornberg eine Bauerschaft im Amt Sparrenberg der Grafschaft Ravensberg und gleichzeitig das Kirchdorf des Kirchspiels Dornberg. Verwaltungstechnisch gehörten die Bauerschaften des Kirchspiels Dornberg zunächst zur Vogtei Brackwede und seit 1692 zur Vogtei Werther.
Von 1807 bis 1810 gehörte Kirchdornberg zum Kanton Werther im Distrikt Bielefeld des Königreichs Westphalen, das von Jérôme, dem Bruder Napoleons regiert wurde. 1811 änderte sich die Verwaltungsgliederung, da der Norden des Distrikts Bielefeld vom Königreich Westphalen nach Frankreich umgegliedert wurde. Kirchdornberg verblieb im Königreich Westphalen und gehörte nun zum Kanton Schildesche.
Nach der Napoleonischen Zeit gehörte Kirchdornberg seit 1816 zum Kreis Bielefeld. Im Rahmen der Einführung der neuen Westfälischen Landgemeindeordnung wurde 1843 das Amt Dornberg gegründet und 1845 wurde Kirchdornberg als eine der fünf Gemeinden des Amtes konstituiert.
Durch das Gesetz zur Neugliederung des Raumes Bielefeld wurde Kirchdornberg am 1. Januar 1973 in die Stadt Bielefeld eingemeindet und ist seitdem ein Teil des Stadtbezirks Dornberg.

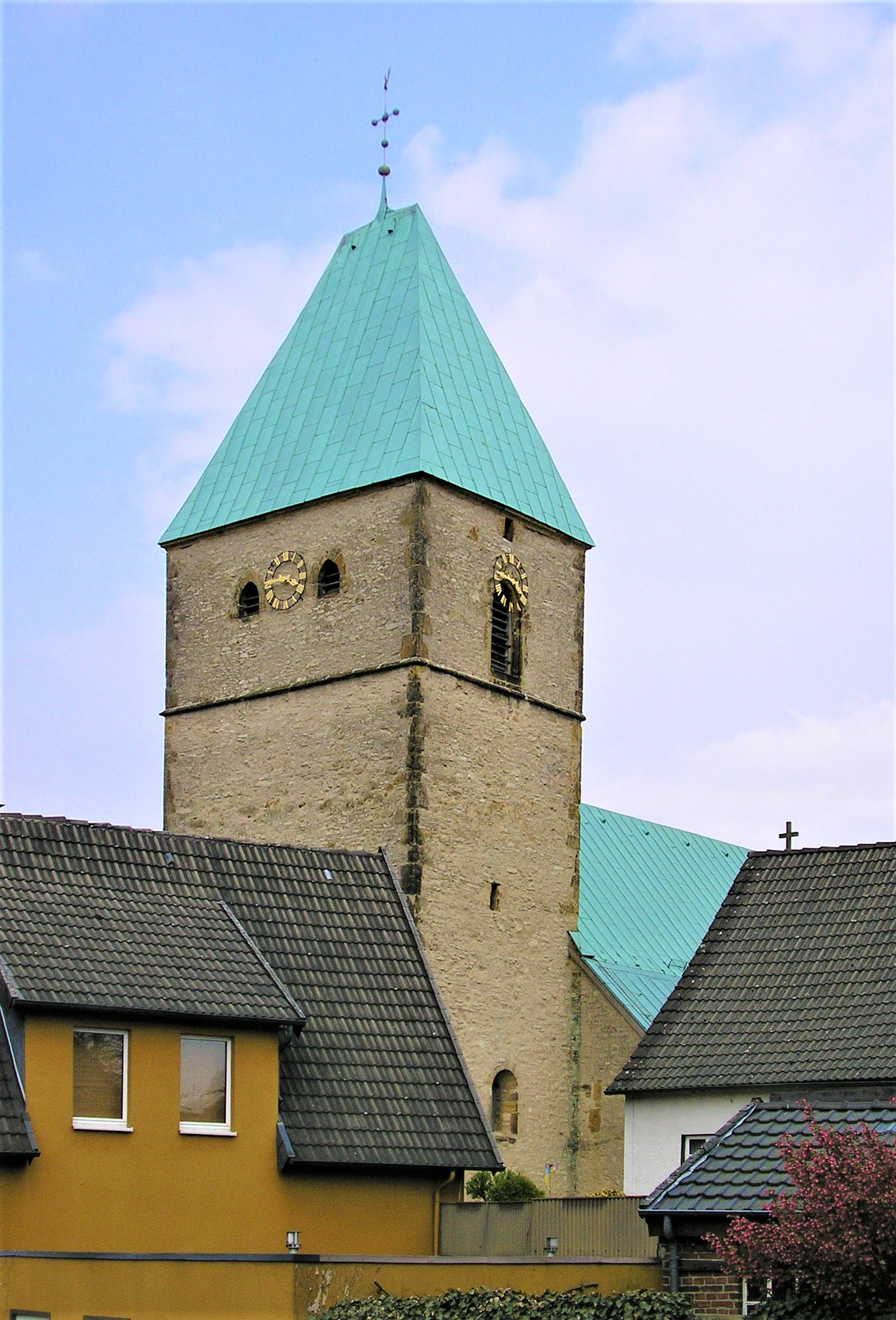
Turm von St. Peter

### Einwohnerentwicklung
| Jahr | Einwohner | Quelle |
| ---- | --------- | ------ |
| 1799 | 0472      | [ 8 ]  |
| 1822 | 0594      | [ 9 ]  |
| 1843 | 0759      | [ 10 ] |
| 1864 | 0660      | [ 11 ] |
| 1885 | 0579      | [ 12 ] |
| 1910 | 0537      | [ 13 ] |
| 1939 | 0599      | [ 14 ] |
| 1950 | 0806      | [ 15 ] |
| 1961 | 0987      | [ 7 ]  |
| 1966 | 1024      | [ 16 ] |
| 1970 | 1023      | [ 7 ]  |
| 1972 | 1160      | [ 17 ] |
| 2008 | 0989      | [ 18 ] |
| 2014 | 0933      | [ 19 ] |

Die Stadt Bielefeld weist für den Ortsteil Kirchdornberg heute keine eigene Einwohnerzahl mehr aus.

## Verkehr
Kirchdornberg ist durch die Dornberger Straße mit der Bielefelder Innenstadt verbunden. Im öffentlichen Nahverkehr stellt die Buslinie 24 eine direkte Verbindung in die Bielefelder Innenstadt her.

## Bauwerke
Die evangelische Peterskirche  entstand im 14. Jahrhundert als dreijochige gotische Saalkirche und ist damit die älteste Kirche in Bielefeld. Der romanische Kirchturm ist aus dem 11. Jahrhundert und hat ein frühgotisches Obergeschoss. Im Inneren der Kirche haben sich ein Schnitzaltar mit Kreuzigungsgruppe, der aus dem 13. Jahrhundert stammt, sowie eine Barockkanzel und ein Taufstein aus dem Jahr 1685 erhalten. Reste von Gewölbe- und Wandmalereien lassen sich in das 14. bis 16. Jahrhundert datieren.